# Alexander Macmillan, 2nd Earl of Stockton
Alexander Macmillan, 2nd Earl of Stockton (n. 10 octombrie 1943) este un om politic britanic, membru al Parlamentului European în perioada 1999-2004 din partea Marii Britanii.
1. ↑  Alexander MacMillan, Genealogics
2. ↑  Alexander Daniel Alan Macmillan, 2nd Earl of Stockton, The Peerage
3. 1 2 3 4 5  The Peerage
4. ↑  Companies House, accesat în 13 aprilie 2022